# Porto Rico do Maranhão
Porto Rico do Maranhão là một đô thị thuộc bang Maranhão, Brasil. Đô thị này có diện tích 224,3 km², dân số năm 2007 là 6938 người, mật độ 30,93 người/km².